# Saint-Cergue
Saint-Cergue ist eine politische Gemeinde im Distrikt Nyon des Kantons Waadt in der Schweiz.

## Geographie
Saint-Cergue liegt auf 1041 m ü. M., 9 km nordwestlich des Bezirkshauptortes Nyon (Luftlinie). Das Dorf erstreckt sich in einer Geländemulde oberhalb der Combe de Créva Tsevau, auf der Höhe der vordersten Jurakette, am Passübergang Col de la Givrine, östlich der La Dôle.

Luftbild (1964)

Die Fläche des 24,3 km² grossen Gemeindegebiets umfasst einen Abschnitt des Waadtländer Juras. Teile des Areals gehören zur Schutzzone des Parc jurassien vaudois. Das Gebiet erstreckt sich beidseits des Taleinschnitts des Col de la Givrine in der Jurakette zwischen der La Dôle im Süden und dem Noirmont im Norden. Im Norden reicht der Gemeindeboden bis auf die Höhen Fruitières de Nyon (1330 m ü. M.) und Combe Grasse (1370 m ü. M.), im Süden bis an den Hang der La Barillette und der Pointe de Fin Château (mit 1530 m ü. M. höchster Punkt von Saint-Cergue). Im Bereich des Col de la Givrine befinden sich die grossen Waldgebiete Bois de la Pile und Bois de la Givrine. Ganz im Westen, an der Grenze zu Frankreich, erstreckt sich Saint-Cergue in die obersten Einzugsgebiete der Bienne und der Orbe. Auf den Höhen befinden sich ausgedehnte Jurahochweiden mit den typischen mächtigen Fichten, die entweder einzeln oder in Gruppen stehen. In einem schmalen Zipfel reicht das Gebiet nach Südosten den dicht bewaldeten Hang Côte de Nyon hinunter bis fast an den Jurafuss. Von der Gemeindefläche entfielen 1997 6 % auf Siedlungen, 65 % auf Wald und Gehölze, 28 % auf Landwirtschaft und etwas weniger als 1 % war unproduktives Land.
Zu Saint-Cergue gehören die Siedlung La Cure (1155 m ü. M.), der Grenzort westlich des Col de la Givrine, zahlreiche Ferienhaussiedlungen sowie viele Einzelhöfe, die weit verstreut auf den Jurahöhen liegen. Nachbargemeinden von Saint-Cergue sind Gingins, Trélex, Givrins und Arzier-Le Muids im Kanton Waadt sowie Les Rousses und Prémanon im angrenzenden Frankreich.

## Bevölkerung
Mit 2902 Einwohnern (Stand 31. Dezember 2023) gehört Saint-Cergue zu den mittelgrossen Gemeinden des Kantons Waadt. Von den Bewohnern sind 86,1 % französischsprachig, 4,9 % deutschsprachig und 4,2 % englischsprachig (Stand 2000). Die Bevölkerungszahl von Saint-Cergue belief sich 1900 auf 376 Einwohner. Nach 1960 (460 Einwohner) setzte eine rasante Bevölkerungszunahme mit einer Vervierfachung der Einwohnerzahl innerhalb von 40 Jahren ein.

## Wirtschaft
Saint-Cergue war bis zu Beginn des 20. Jahrhunderts ein hauptsächlich durch die Landwirtschaft geprägtes Dorf. Heute spielen die Landwirtschaft mit Viehzucht und Milchwirtschaft sowie die Forstwirtschaft nur noch eine marginale Rolle als Erwerbszweig der Dorfbevölkerung. Arbeitsplätze gibt es im lokalen Gewerbe und vor allem im Dienstleistungssektor (touristischer Bereich). In den letzten Jahrzehnten hat sich das Dorf auch zu einer Wohngemeinde entwickelt. Zahlreiche Erwerbstätige sind Wegpendler, die vor allem in Nyon und in Genf arbeiten.

### Tourismus
Saint-Cergue entwickelte nach Mitte des 19. Jahrhunderts zu einem Höhenkurort, der 1916 mit der Eröffnung der Schmalspurbahn Nyon–Saint-Cergue–Morez (NStCM) einen weiteren Aufschwung erlebte. Heute ist Saint-Cergue ein bedeutender Wintersportort im Hochjura. Die Skigebiete mit zahlreichen Skiliften am Nordwesthang der La Dôle befinden sich allerdings auf dem Gemeindegebiet von Gingins. Die Jurahöhen eignen sich ausserdem für den Langlaufsport. Auch im Sommer ist Saint-Cergue ein beliebtes Ausflugsziel für Wanderungen und als Sportstation. Aus privater Initiative und zur Förderung der Zwischensaison wird eine Swingolfanlage betrieben.

## Verkehr

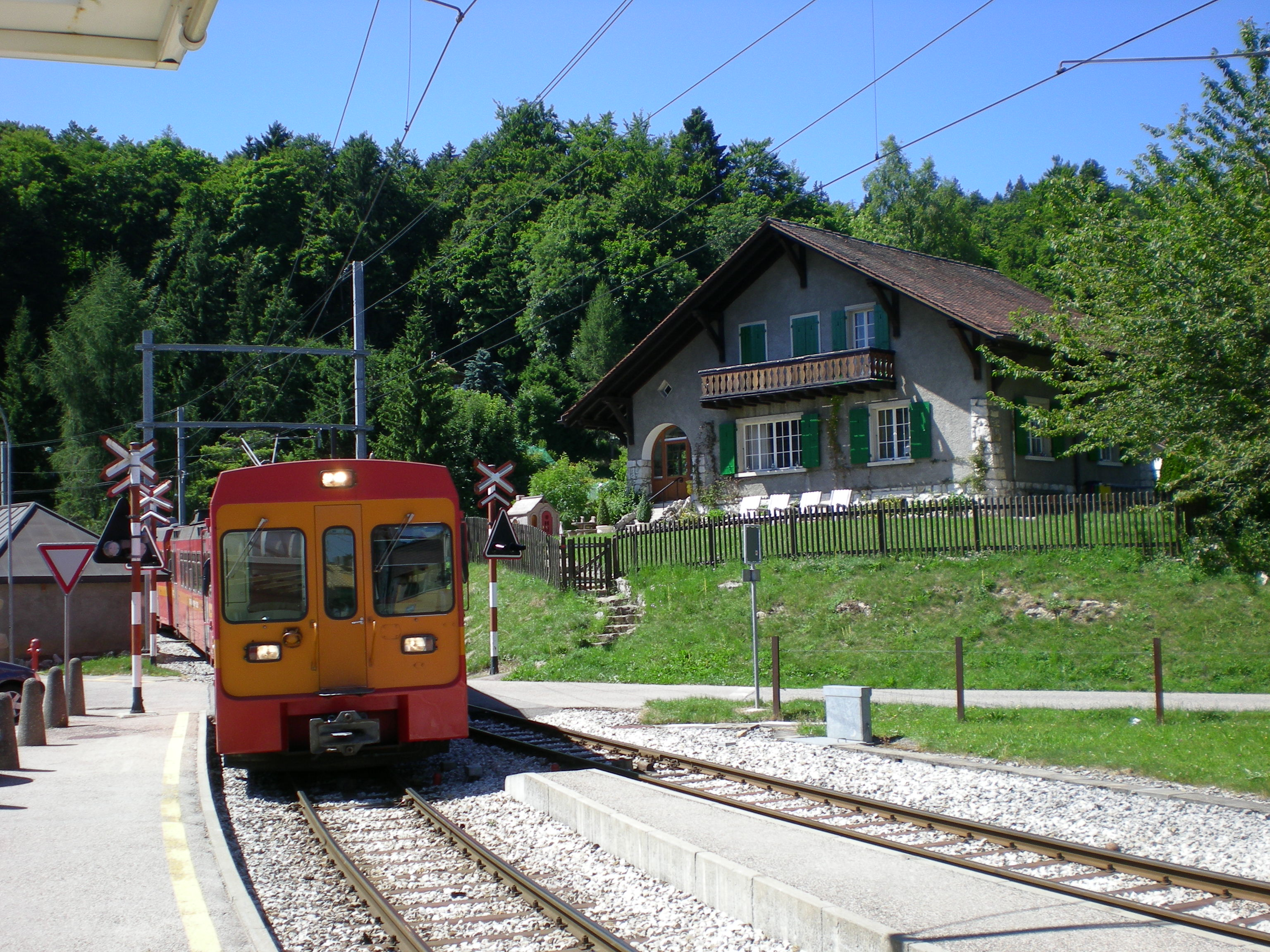
Bahnhof Juli 2008

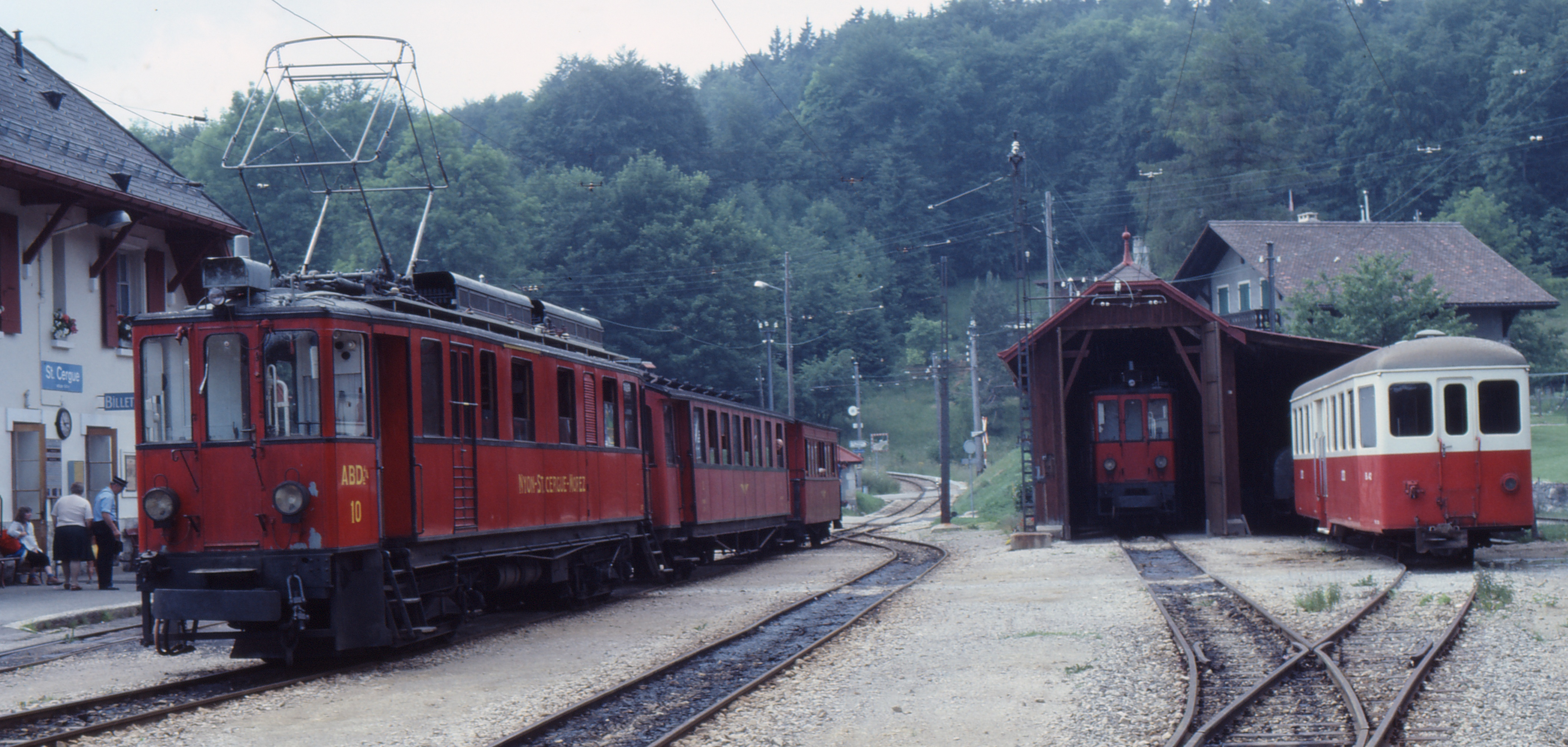
1983: Bahnhof mit ABDe 4/4 10

Die Gemeinde ist verkehrstechnisch gut erschlossen. Sie liegt an der Hauptstrasse von Nyon über den Col de la Givrine nach Morez in Frankreich. Der Autobahnanschluss Nyon an der A1 (Genf–Lausanne) ist rund 12 km vom Ort entfernt. Am 12. Juli 1916 wurde die Schmalspurbahn von Nyon nach Saint-Cergue in Betrieb genommen. Rund ein Jahr später, am 18. August 1917, erfolgte die Einweihung der Fortsetzung bis nach La Cure. Die Bahnstrecke wird von der Chemin de fer Nyon–Saint-Cergue–Morez (NStCM) betrieben.

## Geschichte
Die erste urkundliche Erwähnung des Ortes erfolgte 1110 unter dem Namen ecclesia Sancti Cyrici, im 15. Jahrhundert erschien die Schreibweise Saint-Cergues. Bereits zu Beginn des 12. Jahrhunderts befand sich eine Kirche in Saint-Cergue, die der Abtei Saint-Claude unterstand. Das Dorf hatte eine wichtige strategische Bedeutung am Col de la Givrine, der schon im Mittelalter von Händlern und Kaufleuten rege begangen war. Unter dem Schutz der Abtei baute die Familie Thoire-Villars im 14. Jahrhundert eine Burg bei Saint-Cergue und gab dem Dorf gewisse Steuerfreiheiten.
Mit der Eroberung der Waadt durch Bern im Jahr 1536 kam Saint-Cergue unter die Verwaltung der Vogtei Nyon. Nach dem Zusammenbruch des Ancien Régime gehörte das Dorf von 1798 bis 1803 während der Helvetik zum Kanton Léman, der anschliessend mit der Inkraftsetzung der Mediationsverfassung im Kanton Waadt aufging. 1798 wurde es dem Bezirk Nyon zugeteilt.

## Sehenswürdigkeiten
Der heutige Bau der Kirche von Saint-Cergue stammt zum grossen Teil aus dem 19. Jahrhundert. Von der ehemaligen Burg (Vieux Château), die während der Burgunderkriege durch die Eidgenossen zerstört wurde, sind nur noch geringe Reste vorhanden.
Das Hotel Arbez Franco-Suisse in La Cure gilt als das einzige Hotel der Welt, das in zwei Staaten steht: ein Teil auf schweizerischem und einer auf französischem Gebiet.

Couvaloup
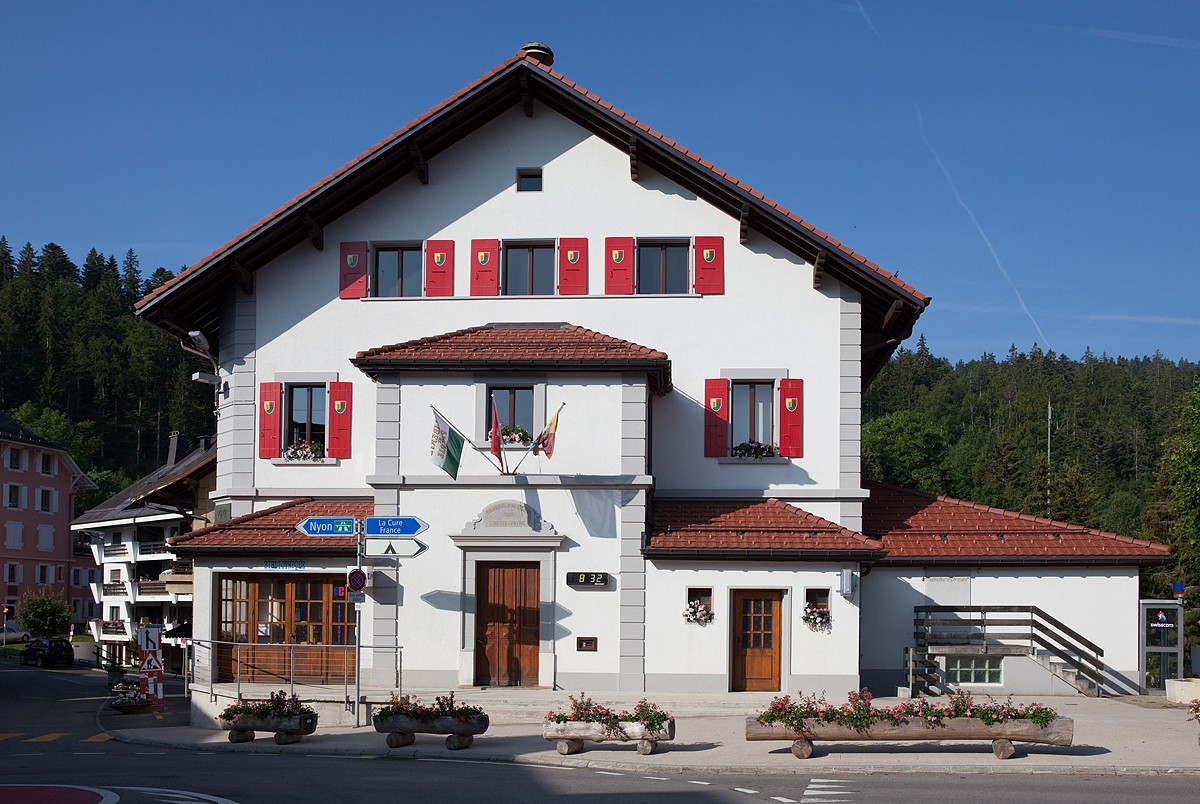
Gemeindeverwaltung
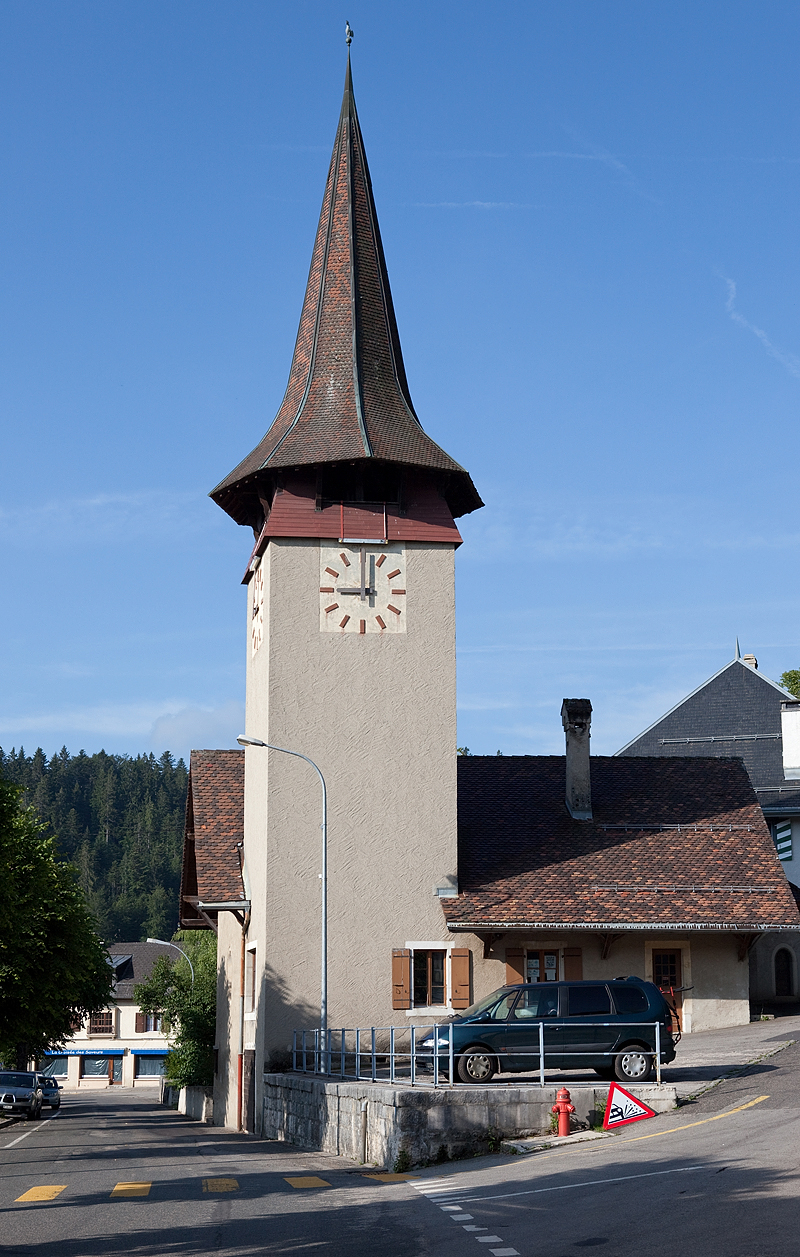
Kirche
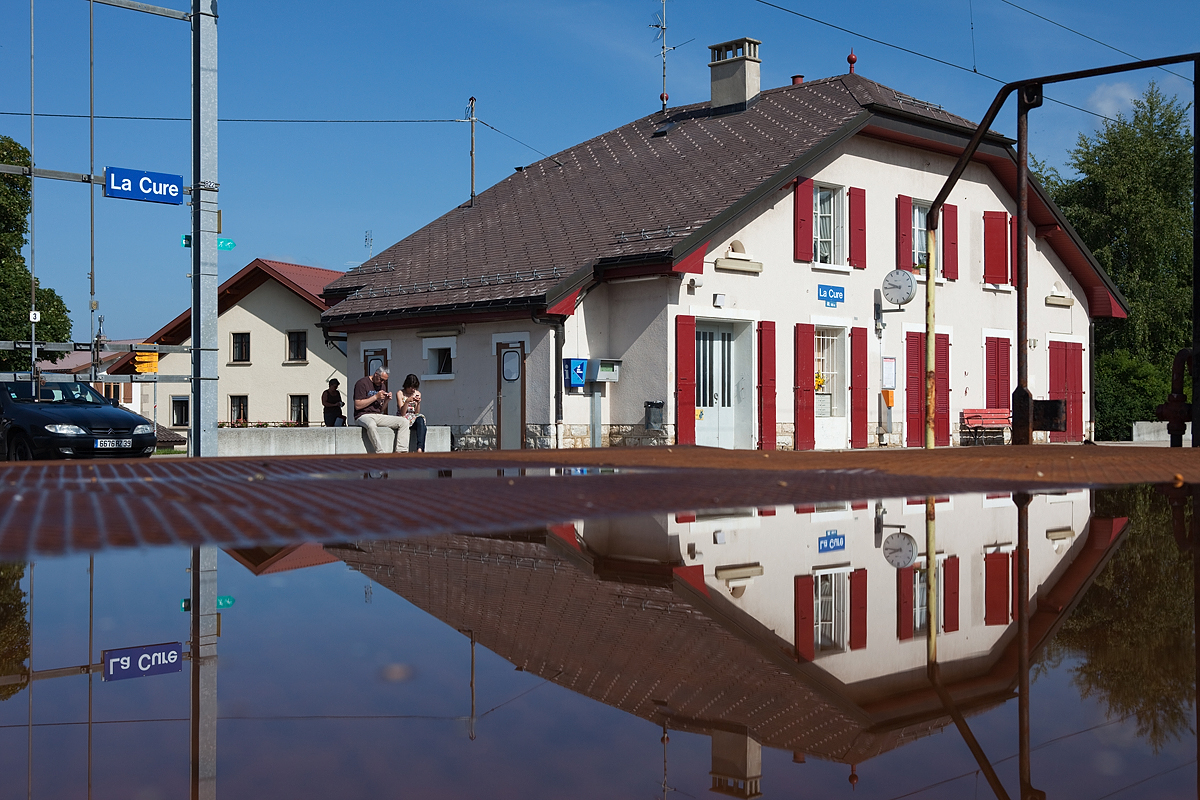
Bahnhof NStCM La Cure

## Persönlichkeiten
- Yvan Leyvraz (1954–1986), Schweizer Hilfswerksmitarbeiter und Teil der internationalen Solidaritätsbewegung in Nicaragua, 1986 von Contras ermordet.